# Bakrenje
Bakrenje (prema bakar) je postupak nanošenja bakrene prevlake na površinu metalnih ili plastičnih predmeta elektrolitičkim taloženjem (elektroplatiranje ili galvanostegija) iz otopine bakrenog sulfata. Bakrenje uglavnom predhodi postupcima niklanja i kromiranja, a često se rabi i u ukrasne (dekorativne) svrhe.

## Elektroplatiranje bakrom
Elektroplatiranje bakrom osobito je važno zbog toga što se zbog razmjerno velike plemenitosti bakra većina tehnički važnih metala time lako galvanizira vrlo gustim slojem izravno (bakreni galvanski slojevi s visokim sjajem) ili uz naknadnu mehaničku obradu (poliranjem), i tako podlogu toliko dobro izolira od okoline da se otpornost izradaka od manje plemenitih metala prema koroziji povećava do granica do kojih je postojan i bakar. Međutim, veća plemenitost bakra također uzrokuje suprotni učinak (povećanje osjetljivosti prema koroziji) proizvoda kad im se kasnije galvanski slojevi oštete. Zbog tih svojstava oni se prvenstveno upotrebljavaju kao međuslojevi pri elektroplatiranju drugim metalima, posebno tamo gdje je prionjivost slojeva tih metala izravno na izratku slaba, i (ili) gdje oni moraju biti toliko tanki da sami ne mogu djelovati zaštitno (na primjer pri izvanredno važnom elektroplatiranju čelika niklom i kromom, cinka olovom). 
Druga važna svojstva bakrom elektroplatiranih proizvoda jesu što im je površina visoko vodljiva za električnu struju i toplinu (za primjenu u elektroindustriji i toplinskoj tehnici) i što ona djeluje antifrikcijski (zbog malog trenja ima primjenu u kliznim ležajevima i u tehnici izvlačenja). Stanovitu važnost ima i elektroplatiranje bakrom radi ukrasa (dekoracije), obično da bi se na proizvodima stvorila patina i time stvorio dojam starog bakra. 
Zbog toga što su jeftine, što omogućavaju brz rad i lako se nadziru, za elektroplatiranje bakrom još se uvijek najviše upotrebljavaju kisele, sulfatne kupke, iako se s njima ne mogu izravno dobiti prionjivi galvanski spojevi na izratcima od neplemenitih metala (na primjer aluminija, željeza, cinka). Taj nedostatak obično se rješava predgalvaniziranjem drugim, najčešće cijanidnim kupkama. Cijanidne kupke upotrebljavaju se i za elektroplatiranje bakrom kad je važno dobiti sjajne galvanske slojeve. Glavni nedostatak tih kupki jest u tome što ne dopuštaju brzi rad. Za ublažavanje tog nedostatka pribjegava se različitim mjerama, na primjer upotrebi kalijevih soli umjesto natrijevih. U manjoj mjeri za elektroplatiranje bakrom upotrebljavaju se i druge kupke, na primjer fluoridne (svojstvima slične sulfatnim), fluorboratne (kojima je nedostatak visoka cijena elektrolita), pirofosfatne, aminske.